# Opération Oiseau bleu
Pour les articles homonymes, voir Oiseau bleu (homonymie) et Force K.
 (mai 2023).
Si vous disposez d'ouvrages ou d'articles de référence ou si vous connaissez des sites web de qualité traitant du thème abordé ici, merci de compléter l'article en donnant les références utiles à sa vérifiabilité et en les liant à la section « Notes et références ».
Guerre d'Algérie
Batailles
- Toussaint rouge
- Opération Eckhmül
- Opération Aloès
- Opération Véronique (en)
- Opération Violette
- Massacres d'août 1955 dans le Constantinois
- Opération Timgad
- Bataille d'El Djorf
- Opération Oiseau bleu
- Embuscade de Palestro
- Bataille d'Alger
- Bataille de Bouzegza
- Bleuite
- Bataille de Timimoun
- Bataille des Frontières
- Combat du Fedj Zezoua
- Coup d'État du 13 mai 1958
- Opération Résurrection
- Opération Couronne
- Opération Brumaire
- Plan Challe
- Opération Jumelles
- Semaine des barricades
- Manifestations de décembre 1960
- Putsch des généraux

- Bataille de Bab El Oued
- Fusillade de la rue d'Isly
- Massacre d'Oran

L’Opération Oiseau bleu ou la « Force K » ou  « Opération K » fut mise en œuvre par le Service de documentation extérieure et de contre-espionnage (SDECE, services secrets français) en 1956, deuxième année de la guerre d'indépendance de l'Algérie. Le projet, élaboré semble-t-il à la fin 1955 au niveau du Gouvernement Général de l'Algérie, envisage de détacher de la rébellion du Front de libération nationale (FLN) plusieurs centaines de Kabyles puis de les transformer en commandos clandestins, opérant avec des tenues et des armes analogues à celles de l'Armée de libération nationale (ALN) le bras armé du FLN, et chargés de mettre en œuvre un véritable « contre-maquis » en Kabylie baptisé « Oiseau bleu » ou « Force K » comme « Kabyle ». Soldée par un cuisant échec, mieux, par un total retournement puisqu'elle approvisionna le FLN en armes, hommes et fonds, cette opération longtemps tenue au secret est encore largement ignorée des historiens et des opinions française et algérienne. Yves Courrière déclare avoir été le premier à l'avoir révélée.

## Contexte
C'est en Indochine que les Français avaient eu pour la première fois l'idée d'utiliser à leur profit les rivalités séculaires entre les différents groupes ethniques et plus précisément celle opposant les minorités et les sectes aux Annamites parmi lesquels se recrutaient les principaux membres du Việt Minh. Au printemps 1956, ce procédé est repris en Algérie française, notamment en Kabylie.
Au cours de l'été 1955, la rébellion FLN conduite en Kabylie par Krim Belkacem et Saïd Mohammedi devient de plus en plus active. Les troupes françaises qui y sont stationnées, chargées du rétablissement et du maintien de l'ordre, paraissent peu efficaces pour ce qui concerne la pacification et la contre-guérilla. Composées d'appelés du contingent, dotées d'un encadrement souvent insuffisant, elles manquent, non seulement de capacités techniques, mais aussi, fréquemment de motivation. 
Depuis la Première Guerre mondiale, les Kabyles ont fourni une grande partie des migrants algériens en France et en Europe de l'Ouest. Là, ils ont été pris en main par le Parti communiste algérien, puis ont rejoint la mouvance indépendantiste algérienne représentée par l'Étoile nord-africaine (ENA) puis par le Parti du peuple algérien (PPA) de Messali Hadj. Cela explique l'existence, dans la région, depuis plusieurs années, d'un certain engouement pour les idées nationalistes prônées par Messali Hadj et son parti ainsi que d'un quadrillage politique du terrain. La zone littorale ou Kabylie maritime est pour le moment, du moins en apparence, relativement calme. C'est un secteur, à tous points de vue, difficile. Or, depuis novembre 1954, le Mouvement national algérien (MNA), qui se déclare héritier du PPA, est devenu l'ennemi avéré du FLN, la nouvelle formation nationaliste. Le Gouvernement Général et le commandement militaire en Algérie voient dans cette situation la possibilité d'utiliser à leur profit ces rivalités sanglantes, d'autant que le MNA, a été depuis longtemps infiltré par les services de police qui y comptent des indicateurs.

## Historique

### Organisation
L'idée de monter un « contre-maquis » en Kabylie viendrait de Henry Paul Eydoux, conseiller technique au cabinet du gouverneur du Gouverneur général Jacques Soustelle. Celui-ci charge Gaston Pontal, directeur de la DST et de la police d'Alger, de mettre en place l'opération.
D'abord sollicité pour la prise en charge d'une opération qui aurait pour but la constitution d'un « contre-maquis » en Kabylie maritime, le Service Action du SDECE se récuse, répugnant à s'engager dans une affaire initiée par d'autres et qui, par ailleurs, ne paraît pas bénéficier d'une discrétion suffisante. Soustelle obtient du général Lorillot, commandant la Xe Région militaire et son 2e Bureau, un accord pour le montage d'une opération du « contre-maquis ». Le capitaine Benedetti du Service de renseignement opérationnel (SRO) en sera le correspondant.
Décidée dans le courant de 1955, l'opération baptisée « Force K » (comme Kabylie) dite ensuite « Oiseau bleu » sera poursuivie par le Gouverneur Robert Lacoste qui succède à Soustelle. Il est demandé au capitaine Camous de superviser les détails pratiques de l'opération. Ce dernier, avec la méfiance qui convient, fruit d'une longue expérience des missions spéciales, laisse d'abord agir les services de police, manipulateurs de l'agent infiltré, véritable clé du système. 
L'inspecteur de la Direction de la Surveillance du territoire Ousmeur, lui-même d'origine kabyle, sur l'ordre de sa hiérarchie entre en contact avec Tahar Hachiche, un de ses « obligés » d'Azazga. Ce dernier accepte facilement l'idée d'aider à la constitution d'un maquis anti-FLN dans cette région où les partisans du MNA sont nombreux. Il s'ouvre de ces propositions à Ahmed Zaïdat, aubergiste-épicier, bien introduit auprès de la population. Apparemment intéressé, ce dernier se garde bien de révéler qu'il occupe des fonctions dans la structure FLN, se contentant de demander un bref délai de réflexion. En fait, il rend compte à son ami, le garagiste Mohamed Yazouren, ami de Saïd Mohammedi, lequel encouragea Krim Belkacem réticent au début. Ils lui confièrent l'organisation et la responsabilité de la manœuvre. Sur le terrain, en particulier à Iflissen, Omar Toumi se chargera du recrutement, et Mehlal Said est chargé du recrutement au niveau de la région d'Azazga (une stèle est érigée à Azazga en l'honneur de Mehlal Said et Zaïdat Ahmed pour leur contribution dans l'opération Oiseau bleu).
Toumi a toute la confiance du capitaine Maublanc qui commande la Compagnie du 15e BCA, responsable du secteur. L'accord de Zaïdat obtenu, Hachiche réclame les armes et les fonds promis. Alger s'exécute aussitôt, la camionnette qui livre le journal l'Écho d'Alger apporte les premières armes (des mousquetons, des Garand, des Sten, des fusils de chasse), les munitions correspondantes et 2 millions de francs. Ainsi, 200 armes de guerre sont livrées en janvier 1956, puis 80 en février-mars. Les fonds attribués par le Gouverneur général, s'élèvent à 9 millions par mois.

### Déroulement
C'est le 15e BCA qui doit aider les hommes de la « Force K » qui sont lancés sur le terrain dès le début du mois d'avril 1956. Les premières semaines sont excellentes : les hommes du 15e BCA découvrent de nombreux cadavres de rebelles abattus lors de combats contre le FLN. Cependant, l'identité des hommes abattus est toujours invérifiable. Devant ce succès, l'armée continue à fournir armes, munitions, matériel et argent au groupe kabyle qui fait du « bon travail ».
L'ethnologue Jean Servier, arrivé à Alger en juin, est néanmoins informé par deux amis kabyles du noyautage du faux maquis. En août, il en informe les autorités civiles et militaires relativement dubitatives au départ.
On s'inquiète également de temps en temps lorsque l'on découvre que des anciens combattants, des partenaires de la France ou des gardes champêtres sont assassinés. Mais le FLN est toujours présent. Le capitaine Camous ne semble pas satisfait car il ne peut pas contrôler la « Force K » comme prévu. Dans son rapport il mentionne trois faits troublants : 
1. il n'y a jamais de blessés ni de morts dans les rangs ;
2. les hommes qui sont abattus sont toujours des membres du MNA ou des personnes pro-françaises ;
3. les chefs de la « Force K » exigent toujours plus d'armes et de munitions.

Il alerte le général Lorillot, qui obtient l'arrêt des livraisons d'armes et la constitution d'un commando chargé de suivre l'action de la « Force K » sur le terrain. Ce commando sera dirigé par le capitaine Hentic, du 11e choc. Il comprend un adjoint, le lieutenant d'Hauteville, quatre sous-officiers et 25 hommes. Le groupe s'installe à Tigzirt. 
Les premiers contacts entre les chefs de la « Force K » et le commando manquent de cordialité. Les renseignements fournis par Tahar Hachiche sont toujours anciens. La liste des combattants de la « Force K » montre que ce ne sont pas des noms kabyles. 
Au cours d'un accrochage, le commando tue un rebelle : dans les papiers du mort, on découvre une photo où l'on voit le rebelle poser avec des membres de la « Force K ». D'autres rebelles tués étaient armés de fusils remis à ce même groupe. Plus grave, une embuscade est tendue à Timerzouguène à un groupe de chasseurs. Dix hommes sont tués et leurs armes disparaissent. Une autre fois, le 1er octobre 1956, au douar Iflissen, un groupe de la « Force K » appelle à l'aide la 2e compagnie du 15e BCA. Cette dernière tombe dans une embuscade : deux hommes sont tués et six sont blessés. 
Le capitaine Hentic découvre avec stupéfaction que les hommes recrutés ont été rapidement coiffés par le FLN qui profitait, grâce à la « Force K », de la naïveté des Français. Le FLN a donc pu recevoir des armes de guerre qui lui ont servi à exécuter leurs rivaux MNA et tout le personnel pro-français dont les cadavres, après mise en scène macabre, étaient présentés comme des maquisards FLN. L'armée française se rend enfin compte qu'elle a été bernée. Hentic s'exclame « L'oiseau bleu s'est envolé » (selon M. Faivre probablement en référence à une chanson popularisée par Eddie Constantine en 1956).
Krim Belkacem demande à ses hommes de rejoindre les maquis du FLN avec armes et bagages, ainsi Mehlal Said, Zaidet Ahmed, Makhlouf Said et Hammadi réussissent à rejoindre l'ALN, et Omar Toumi tombe au champ d'honneur à Iflissen.
Krim Belkacem écrit une lettre au Gouvernement Général :

« Monsieur le Ministre,
Vous avez cru introduire, avec la « Force K », un cheval de Troie au sein de la résistance algérienne. Vous vous êtes trompé. Ceux que vous avez pris pour des traîtres à la patrie algérienne étaient de purs patriotes qui n'ont jamais cessé de lutter pour l'indépendance de leur pays et contre le colonialisme. Nous vous remercions de nous avoir procuré des armes qui nous serviront à libérer notre pays. »

L'aventure de la « Force K » est terminée. Cette opération est un échec indéniable et une humiliation pour l'armée française, due au départ à une erreur du jugement des initiateurs qui ont, certes avec imagination, mais sans respect des règles de sécurité, bâti une entreprise qui, par la suite, a été insuffisamment suivie par des militaires sans compétence sur le sujet.

### Réaction de l'armée après l'échec de l'opération
Une réaction immédiate s'imposait, dix jours plus tard, l'opération « Djenad », mettant en œuvre de très gros moyens, à savoir le 3e RPC du général Marcel Bigeard et le 15e BCA, tente de limiter les dégâts. Résultat : 130 combattants FLN mis hors de combat, 31 armes de guerre et 102 fusils de chasse récupérés. Le Commando « FK1 » mettra hors de combat 26 combattants au cours d'un accrochage difficile où un sergent de l'armée française laissera la vie.
Deux ans plus tard, les services spéciaux français se sont vengés en montant dans le maquis kabyle (Wilaya III) la fameuse « Bleuite », une opération d'intoxication à grande échelle qui provoqua une campagne de purges dévastatrices au sein des combattants de l'ALN commandé par le colonel Amirouche.
L'opération Jumelles (juillet 1959 - fin mars 1960), dans le cadre du Plan Challe neutralisera les katibas de la Wilaya III.

## Conséquences
Pour Maurice Faivre, l'affaire K est « un grave échec pour les services de renseignement et pour l'armée française ». Il la juge cependant moins grave sur le plan militaire, que sur le plan psychologique.